# Psoquillidae
Psoquillidae es una familia de piojos de la corteza del orden Psocodea,  propios de los nidos de pájaros. Existen unos 8 géneros y más de 30 especies descriptas de Psoquillidae.

## Géneros
Estos ocho géneros pertenecen a la familia Psoquillidae:
- Balliella Badonnel, 1949
- Eosilla Ribaga, 1908
- Psoquilla Hagen, 1865
- Rhyopsocidus Smithers & Mockford, 2004
- Rhyopsocoides Garcia Aldrete, 2006
- Rhyopsoculus Garcia Aldrete, 1984
- Rhyopsocus Hagen, 1876
- † Eorhyopsocus Nel, Prokop, De Ploeg & Millet, 2005